# Seznam webových aplikačních frameworků
Seznam Aplikačních frameworků pro webové aplikace podle použitého programovacího jazyka.

## ASP.NET
- ASP.NET MVC
- BFC
- DotNetNuke
- DotVVM
- MonoRail
- Umbraco

## C++
- CppCMS

## ColdFusion
- ColdSpring
- Fusebox
- Mach-II
- Model-Glue
- on Wheels
- onTap

## Common Lisp
- ABCL-web
- BKNR
- SymbolicWeb
- UnCommon Web

## Java
- AppFuse
- Flexive
- Grails
- GWT
- ItsNat
- JavaServer Faces
- Makumba
- OpenXava
- Reasonable Server Faces
- Restlet
- RIFE
- Seam
- Spring
- Stripes
- Struts
- Tapestry
- Vaadin
- WebWork
- Wicket
- ZK

## JavaScript
- AngularJS
- Archetype JavaScript Framework
- Bonsai
- Brick
- CreateJS
- D3
- Dojo
- Ember
- Enyo
- ExtJs
- FabricJS
- Fleegix
- JavaScriptMVC
- jQuery
- jTypes
- KineticJS
- Knockout.js
- Lo-dash
- midori
- MooTools
- node.js
- PaperJS
- Processing.js
- Prototype
- qooxdoo
- Raphael
- React
- RightJS
- Shipyard
- SimpleJS
- SproutCore (JavaScript/Ruby)
- Spry
- The X Toolkit
- Thorax
- Tree.js
- UIZE
- Underscore
- WebApp Install
- YUI
- Zepto

## Perl
- Catalyst
- Interchange
- Mason

## PHP
- Agavi
- Akelos
- CakePHP
- Chisimba
- CodeIgniter – jednoduchý, ale velice výkonný framework
- Garden Platform
- Horde
- Jelix
- Kohana
- Kolibri
- KumbiaPHP
- Laravel
- Midgard
- Nette Framework – český framework, zaměřený na rychlost a bezpečnost
- Orinoco
- PHPonTrax
- PRADO
- Qcodo - Qcodo Developement Framework
- Qcubed
- Seagull
- Simplicity
- Symfony – velice robustní framework, spojující více nezávislých projektů dohromady
- WASP
- Yii Framework
- Zend Framework
- Zope

## Python
- Django
- Flask
- Pyjamas
- Pylons
- TurboGears
- web2py
- Zope

## Ruby
- Hanami
- Merb
- Ruby on Rails
- Sinatra

## Scala
- Lift

## Smalltalk
- AIDA/Web
- Seaside

## Ostatní jazyky
- Application Express (PL/SQL)
- Fusebox (ColdFusion a PHP)
- OpenACS (Tcl)
- Yaws (Erlang)
- HAppS (Haskell)